# Daniel Armstrong
Daniel Armstrong (Taunton, 11 ottobre 1997) è un calciatore scozzese, centrocampista del Kilmarnock.

## Caratteristiche tecniche
È un centrocampista offensivo che può essere utilizzato anche come ala sinistra.

## Carriera
Cresciuto nelle giovanili del Wolverhampton, non esordisce mai in prima squadra e fa ritorno in Scozia.

## Palmarès
- Scottish Challenge Cup: 2

Ross County: 2018-2019
Raith Rovers: 2019-2020
- Scottish Championship: 2

Ross County: 2018-2019
Kilmarnock: 2021-2022
- Scottish League One: 1

Raith Rovers: 2019-2020